# Conselho Mundial de Igrejas
O Conselho Mundial de Igrejas (CMI; em inglês, World Council of Churches, WCC) é a principal organização ecumênica em nível internacional, fundada em 1948, em Amsterdam, Neerlândia. Com sede em Genebra, Suíça
O CMI congrega mais de 340 igrejas e denominações cristãs. Estas igrejas e denominações representam mais de 550 milhões de fiéis presentes em mais de 120 países. Dentre as igrejas que integram o CMI, destacam-se a maioria das igrejas ortodoxas do mundo, muitas igrejas anglicanas, batistas, luteranas, metodistas e reformadas (calvinistas), e outras.
A Igreja Católica não faz parte da organização, mas mantém laços estreitos com o CMI, o que ficou demonstrado por ocasião do encontro do Papa Francisco com líderes do CMI em 2018. Desde 1965, o Grupo de Trabalho Conjunto da Igreja Católica Romana e do Conselho Mundial de Igrejas se reúne anualmente. Os católicos romanos participam com direitos a voto da Comissão de Missão Mundial e Evangelização do CMI. Com o apoio financeiro do Vaticano, um professor católico romano faz parte do corpo docente do Instituto Ecumênico Bossey.
Atualmente propugna-se por um Fórum Cristão Global, num intento sem vínculos institucionais, de trazer a uma só mesa de diálogo todas as grandes famílias cristãs: ortodoxa, católica, anglicana e protestante. Após terem sido realizados encontros regionais — o Fórum Cristão Global Latino-americano e Caribenho tendo sido realizado em junho de 2007, em Santiago do Chile —, realizou-se o primeiro Fórum Cristão Global em Limuru, no Quênia, em novembro de 2007.
Atualmente, o secretário-geral interino do CMI é o Rev. Prof. Dr. Ioan Sauca, um sacerdote da Igreja Ortodoxa na Romênia. A moderadora do Comitê Central é a Dra. Agnes Abuom, da Igreja Anglicana do Quênia.

## História
Os primeiros contatos que permitiram o surgimento do Conselho Mundial de Igrejas ocorreram no Século XIX, que resultaram na Conferência Missionária Mundial, realizada em Edimburgo, em 1910 e na publicação da Encíclica do Sínodo (Ortodoxo) de Constantinopla de 1920. Esses dois eventos propunham uma "comunhão de igrejas" semelhante à Liga das Nações. Entre 1937 e 1938, líderes de mais de 100 igrejas se comprometeram a tentar fundar um Conselho Mundial de Igrejas, mas a realização desse intento foi adiada após a eclosão da Segunda Guerra Mundial.
O CMI surgiu do movimento ecumênico, e tem como base a seguinte definição:
| “ | O Conselho Mundial de Igrejas é uma comunidade de igrejas que confessam o Senhor Jesus Cristo como Deus e Salvador segundo o testemunho das escrituras, e procuram responder juntas a sua vocação comum, para glória do Deus Único, Pai, Filho e Espirito Santo. É uma comunidade de igrejas a caminho da unidade visível em uma única fé e uma única comunhão eucarística, expressa no culto e na vida comum em Cristo. Procuram caminhar para aquela unidade que Jesus implorou aos seus seguidores, «para que o mundo creia» (Jo 17, 21). O Conselho Mundial de Igrejas (CMI) é a maior e mais representativa das muitas expressões organizadas do Movimento Ecumênico moderno, cujo objetivo é a unidade dos cristãos. | ” |

## Agenda social
Dentre suas características, destacam-se suas preocupações sociais, acredita que:
- a população mundial sofre as consequências do aquecimento global;
- o meio ambiente está ameaçado por padrões de produção e consumo insustentáveis; e
- apesar da maior capacidade de produção de riquezas, aumentam as diferenças econômicas entre ricos e pobres.

Portanto:
- apóia os esforços das comunidades afetadas por estruturas financeiras e comerciais injustas e pela destruição do meio ambiente;
- defende transformações urgentes nas políticas, instituições e sistemas econômicos; e
- a implementação de um acordo climático justo.[5]

A X Assembleia do CMI, que ocorreu em 2013, Busan (Coreia do Sul), convocou os cristãos e pessoas de boa vontade em todos os lugares para se juntarem à peregrinação pela justiça e pela paz.

### Promoção dos Direitos Humanos
A partir de Declaração Universal dos Direitos Humanos, de 1948, para a qual o CMI contribuiu com a terminologia sobre liberdade de religião ou crença, o CMI tem desempenhado um papel ativo no desenvolvimento e proteção dos direitos de todas as pessoas.
O Programa Dignidade e Direitos Humanos do CMI apóia mecanismos de denúncia do sistema de direitos humanos da ONU, dando voz aos sem voz e amplificando as vozes ignoradas.
Algumas das prioridades desse Programa são:
- Desenvolver a dimensão inter-religiosa de direitos e dignidade;
- Concentrar a atenção nos direitos das vítimas e das minorias;
- Defesa da liberdade religiosa; e
- Fornecer às igrejas um espaço onde possam examinar as relações entre justiça e dignidade e direitos humanos.

O CMI também se esforça para defender a dignidade humana abordando os direitos humanos sob uma perspectiva ética e teológica. Isso requer uma abordagem holística em que os direitos políticos e civis e os direitos econômicos, culturais e sociais sejam considerados de forma integrada.
Durante as décadas de 1960 e 1970, o CMI tomou medidas para acolher e proteger os refugiados políticos, além de apoiar o Projeto Brasil: Nunca Mais.

## Críticas
O Conselho tem sido criticado por igrejas mais conservadoras, as quais, por adotarem interpretações mais estritas em questões doutrinais, discordam da abordagem do CMI e sua ênfase na busca de unidade das igrejas. Críticos conservadores também acusam  a entidade de ser  comprometida com uma agenda política da esquerda.
O Conselho Mundial de Igrejas também tem sido criticado como sendo um adversário do Estado de Israel, por suas críticas em relação a questões de direitos humanos naquele país. Em 2009, o Conselho defendeu o boicote a mercadorias produzidas nos assentamentos judeus nos Territórios Palestinos Ocupados, descrevendo a ocupação israelense como ilegal, injusta e incompatível com a paz. Em 2013, o Secretário-Geral do Conselho declarou apoio aos palestinos.  A Secretaria-Geral do Conselho também é acusada de ter participado da preparação e da divulgação do documento denominado Kairos Palestine, o qual declara que "a ocupação israelense da terra palestina é um pecado contra Deus e contra a humanidade porque priva os palestinos de seus direitos humanos básicos".